# Et gensyn (film fra 2014)
 For alternative betydninger, se Et gensyn. (Se også artikler, som begynder med Et gensyn)
Et gensyn er en dansk kortfilm fra 2014 instrueret af Marianne Hansen.

## Handling
I denne fortælling om bristede håb og nye chancer, sidder Katja på en restaurant med sin kæreste Janus. Verden synes at stoppe for et øjeblik, da hun ser sin gamle flamme Simon komme ind ad døren med sin kæreste Simone. Gamle følelser får nyt liv, og chancen for at flygte fra de lænker, begge befinder sig i, byder sig. Men kan fortiden gentages?

## Medvirkende
- Anna Berentina Røe, Katja
- Christopher Poll, Simon
- Biljana Stojkoska, Simone
- William Salicath, Janus
- Simone Tang, Charlotte